# Château Dauzac
 (février 2021).
Le Château Dauzac est un domaine viticole, produisant un 5e cru classé en appellation margaux. Situé à proximité de l'estuaire de la Gironde, il possède un vignoble d’un seul tenant, de 49 hectares, dont 45 ha en appellation margaux et 4 ha en appellation haut-médoc.

## Histoire

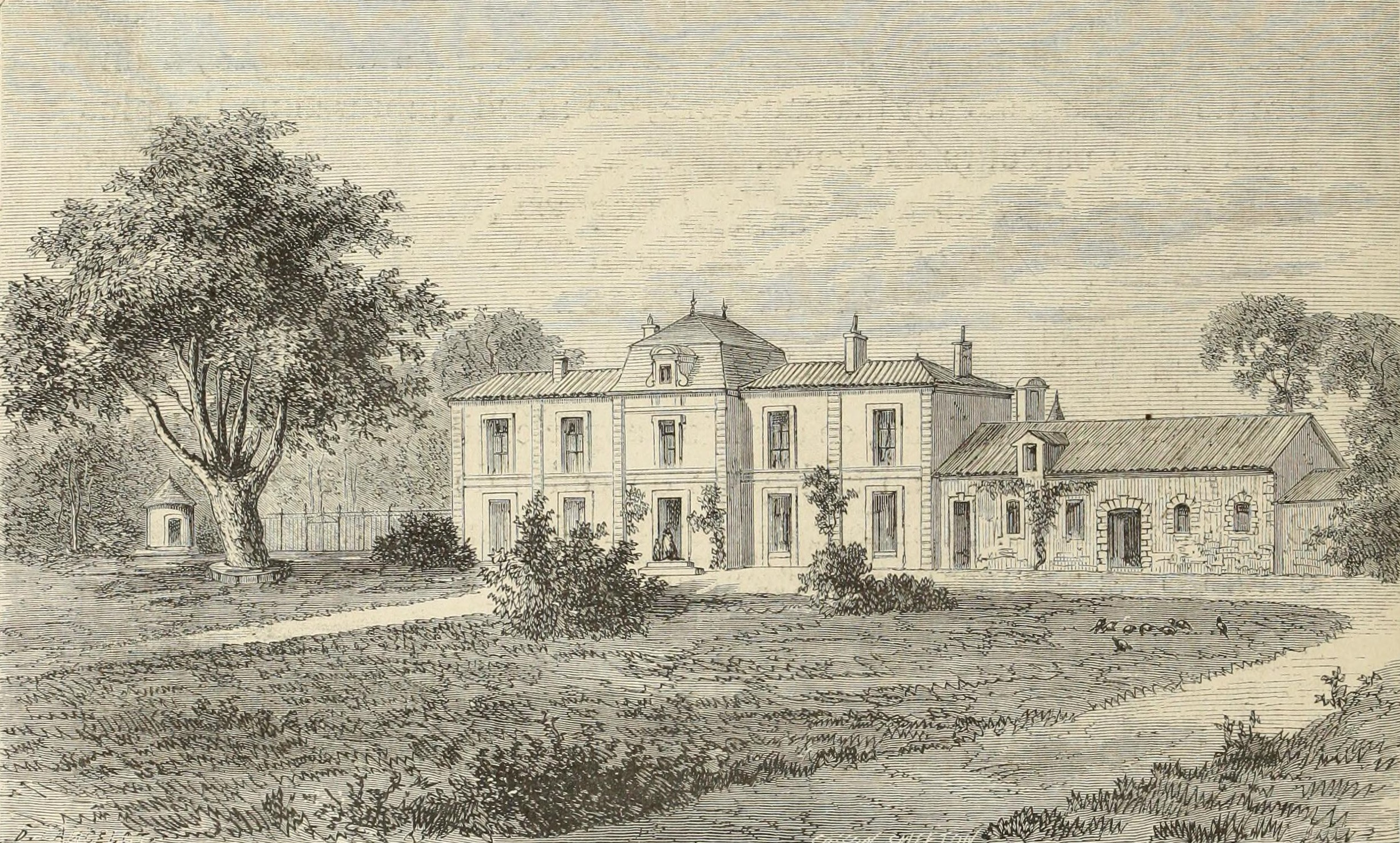
Illustration du Château Dauzac en 1868.

Pierre Drouillard, jurat perpétuel de Bordeaux, achète en 1685 le domaine de Dauzac aux religieuses. Son fils Pierre Drouillard devient trésorier de France en Guyenne, et développe la partie viticole du domaine. En 1740, le domaine est apporté en dot par sa fille Elisabeth Drouillard, lorsqu'elle se marie avec le comte Lynch, descendant d'une ancienne famille irlandaise. Ils ont trois enfants qui prennent la suite : le fils aîné Jean-Baptiste Lynch, maire de Bordeaux de 1809 à 1815 puis pair de France est mort au château Dauzac ; le second fils, Thomas-Michel Lynch, député en 1796 et 1797, s'occupe de gérer le domaine viticole pour l'ensemble de la fratrie ; la fille Peggy Elise Lynch épouse l'industriel et armateur François-Patrice Mitchell. En plus de Dauzac qu'ils mettent en valeur, les Lynch sont propriétaires de ce qui deviendra Lynch-Bages et Lynch-Moussas.
En 1992, la MAIF s’associe avec les Vignobles André Lurton au sein d’une société d'exploitation. En 2004 sous son impulsion un nouveau chai gravitaire est construit. En 2005, sa fille Christine Lurton de Caix lui succède.
En 2014, la MAIF, propriétaire unique du domaine à travers sa filiale, la Société Anonyme Château Dauzac depuis le rachat du domaine en 1988, se trouve désormais seule à la tête de la société d'exploitation, voyant sa participation passer à 100 % du capital. En effet, les Vignobles André Lurton ont cédé leur participation de 42 % dans la société d'exploitation du Château. Laurent Fortin, directeur général depuis 2013, orchestre le retour du cru sur la place de Bordeaux.
En 2020, Christian Roulleau, fondateur de SAMSIC, et sa famille font l’acquisition de château Dauzac, un nouveau plan stratégique « Ambition 2030 » est dévoilé, la rénovation de la chartreuse, de la boulangerie et un travail de fond sur le patrimoine végétal sont engagés,,.

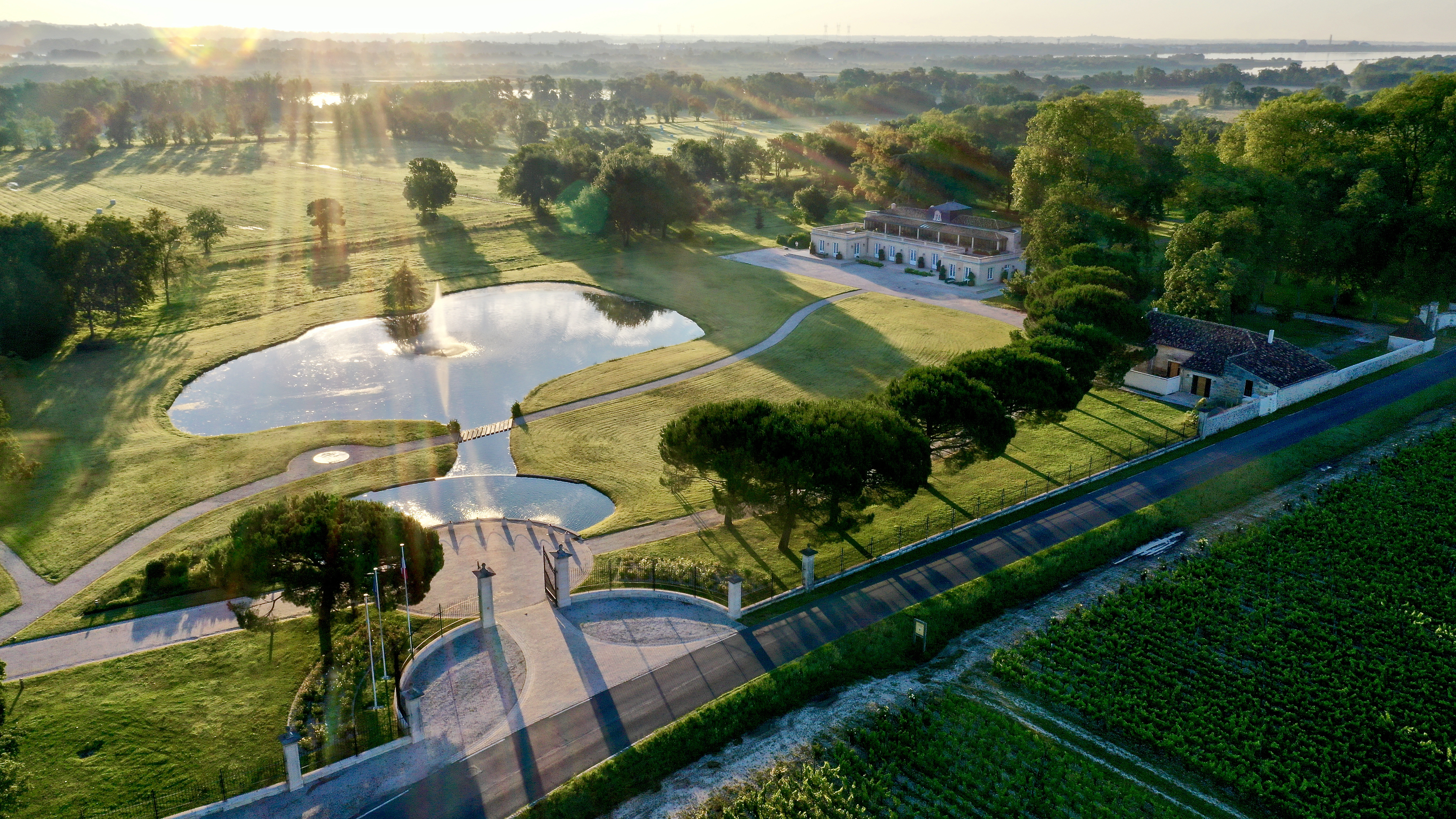
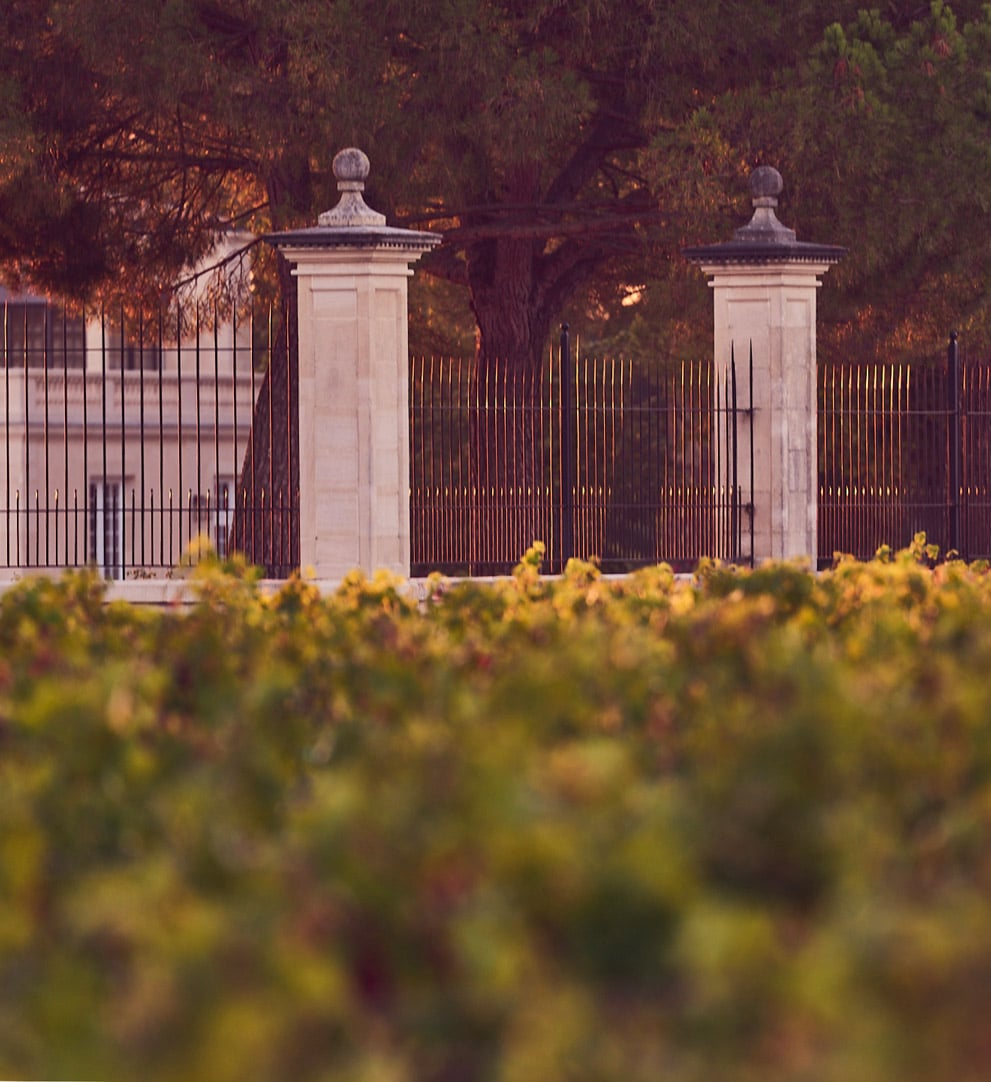

## Terroir
La propriété s’étend sur 120 hectares. Planté d’un seul tenant sur des terres de graves profondes, le vignoble de château Dauzac couvre 49 hectares : 45 hectares en appellation margaux et 4 hectares en appellation haut-médoc.
Les vignes d'un âge moyen de 35-40 ans sont plantées à une densité de 10 000 pieds à l’hectare.

## Biodiversité
Situé aux abords de l'estuaire de la Gironde, le domaine est habité par des aigrettes, hérons et autres petits mammifères. La douzaine de ruches jouxtant la chartreuse permet de produire un miel de fleurs et d'acacias. Des moutons entretiennent également le parc de la propriété. Les engrais utilisés au vignoble sont exclusivement biologiques et les insecticides sont bannis de la propriété.

## Vins

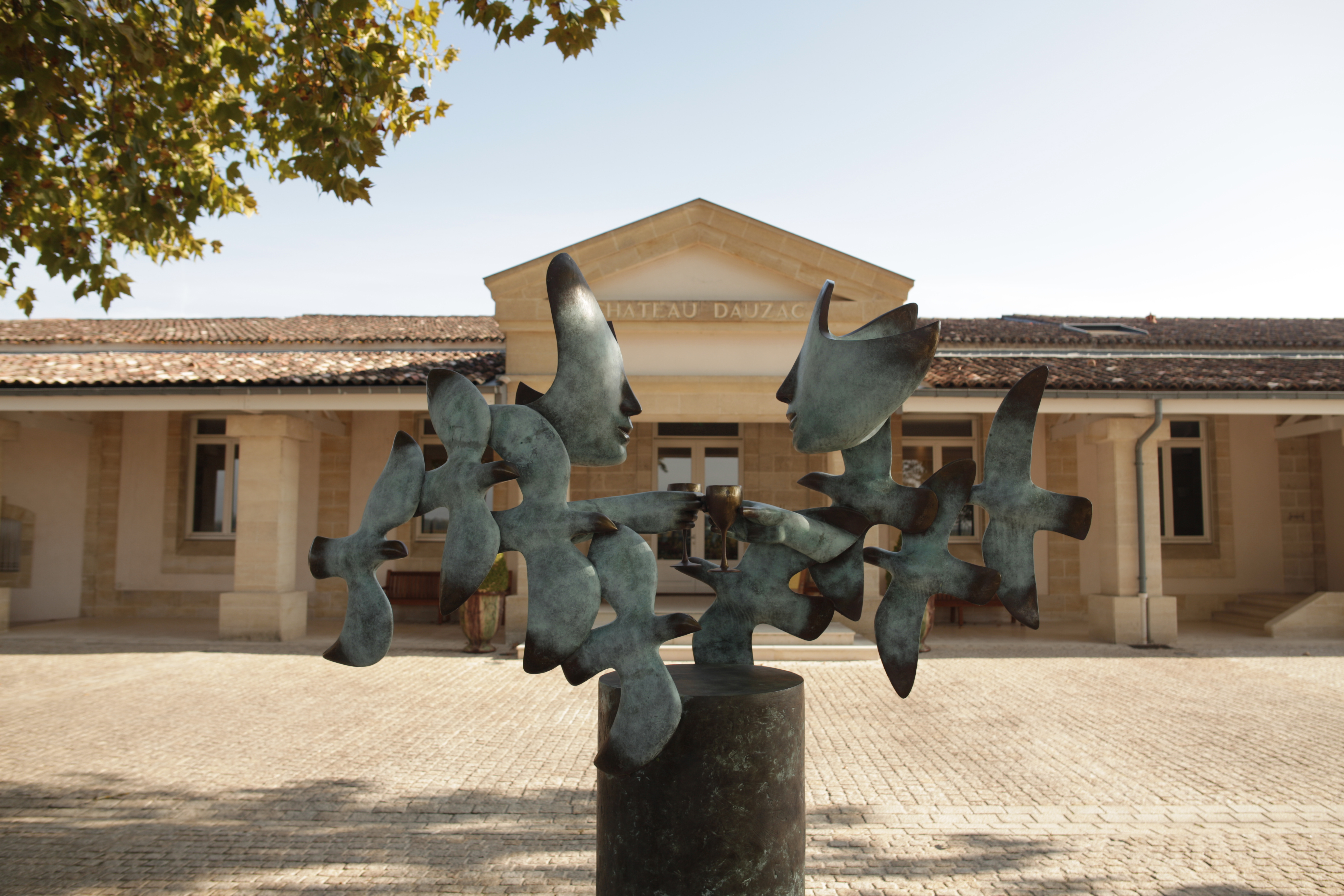
« La dégustation à Dauzac », œuvre monumentale en bronze du sculpteur Étienne placée devant le bâtiment principal, représente deux femmes tenant en main une coupe, entourées d’un envol d’oiseaux.

Trois vins sont produits sur la propriété : le vin de garde Château Dauzac ainsi que deux sélections parcellaires, Aurore de Dauzac et Labastide Dauzac. Un quatrième vin est produit sur le domaine, le Haut-Médoc de Dauzac, en appellation haut-médoc.
Château Dauzac est un assemblage de cabernet sauvignon (70 %), merlot (28 %) et petit verdot (2 %). Il est élevé pendant 15 à 18 mois en barriques de chêne français. La vinification s'effectue dans un chai gravitaire et la fermentation (à 28 °C) est réalisée en cuves bois avec double douelle transparente pour éviter le pompage des vins et ainsi optimiser les macérations. Le collage se fait avec des protéines végétales, permettant ainsi la production d'un vin 100 % végan.

#### Internet
- Site du château Dauzac.
- « Château Dauzac - Inventaire Général du Patrimoine Culturel », sur dossiers-inventaire.aquitaine.fr.
- Sylvain Torchet, « Château Dauzac », sur ABC du Vin.
- (en) « Chateau Dauzac Margaux Bordeaux Wine, Complete Guide », sur The Wine Cellar Insider.

#### Presse
- Nicolas de Rouyn, « Dauzac : l'âge de la maturité », sur En Magnum, 16 septembre 2015.
- Renaud Belleville, « Château Dauzac : réveil d’un beau Margaux », sur L'Opinion, 8 septembre 2016.
- Stéphane Reynaud, « Le beau dynamisme de Château Dauzac », sur LeFigaro.fr, 21 avril 2017.
- « Château Dauzac », sur La Revue du vin de France.
- « Château Dauzac », sur LeFigaro.fr.
- (en) Jane Anson, « Château Dauzac », sur Decanter China, 19 février 2014.
- (en) Jane Anson, « All change at Château Dauzac », sur Decanter, 25 janvier 2018.
- (en) « Château Dauzac », sur VertdeVin, 20 mars 2019.